# Anomiopsyllus walkeri
Anomiopsyllus walkeri är en loppart som beskrevs av Barnes 1965. Anomiopsyllus walkeri ingår i släktet Anomiopsyllus och familjen mullvadsloppor. Inga underarter finns listade i Catalogue of Life.